# Saison 2022 de la WTT
Navigation
WTT 2021 WTT 2023
La deuxième saison de la World Table Tennis a eu lieu en 2022. La saison débute en janvier avec le WTT Contender Muscat.
Sont détaillés dans cet article les tournois labellisés WTT series qui rassemblent les meilleurs joueurs de tennis de table au monde et les tournois Feeder series.

## Organisation
Durant la saison les tournois sont divisés en quatre catégories - Contender, Star Contender, Champions et Grand Smash - dans lesquels différents nombres de points de classement mondial peuvent être gagnés. La saison se termine par les finales de la WTT où seuls les seize meilleurs joueurs au classement sont invités.
C'est la première année qu'un Grand Smash a lieu.

## Tournois WTT series
| N° | Tournoi | Tournoi                                        | Lieu                 | Date          | Vainqueurs Messieurs | Vainqueurs Messieurs             | Vainqueurs Dames | Vainqueurs Dames           | Vainqueurs Mixte                | Dotation    | [ 1 ]  |
| N° | Tournoi | Tournoi                                        | Lieu                 | Date          | Simple               | Double                           | Simple           | Double                     | Vainqueurs Mixte                | Dotation    | [ 1 ]  |
| -- | ------- | ---------------------------------------------- | -------------------- | ------------- | -------------------- | -------------------------------- | ---------------- | -------------------------- | ------------------------------- | ----------- | ------ |
| 1  |         | WTT Contender Muscat (de)                      | Oman Mascate         | 27.2.–5.3.    | Liang Jingkun        | Lin Shidong Xiang Peng           | Kuai Man         | Zhang Rui Kuai Man         | Wang Chuqin Chen Xingtong       | $ 75.000    | [ 2 ]  |
| 2  |         | Singapore Smash (de)                           | Singapour            | 7.3.–20.3.    | Fan Zhendong         | Fan Zhendong Wang Chuqin         | Chen Meng        | Sun Yingsha Wang Manyu     | Wang Chuqin Sun Yingsha         | $ 2.000.000 | [ 3 ]  |
| 3  |         | WTT Contender Doha (de)                        | Qatar Doha           | 18.3.–24.3.   | Yuan Licen           | Kristian Karlsson Mattias Falck  | Fan Siqi         | Miyuu Kihara Miyu Nagasaki | Lin Yun-ju Cheng I-ching        | $ 75.000    | [ 4 ]  |
| 4  |         | WTT Star Contender Doha (de)                   | Qatar Doha           | 25.3.–31.3.   | Andrej Gaćina        | Benedikt Duda Dang Qiu           | Miyuu Kihara     | Miyuu Kihara Miyu Nagasaki | Emmanuel Lebesson Jia Nan Yuan  | $ 250.000   | ,      |
| 5  |         | WTT Contender Zagreb (de)                      | Croatie Zagreb       | 13.6.–19.6.   | Lin Yun-ju           | Cho Dae-seong Jang Woo-jin       | Mima Ito         | Mima Ito Hina Hayata       | Tomokazu Harimoto Hina Hayata   | $ 75.000    | [ 7 ]  |
| 6  |         | WTT Contender Lima (de)                        | Pérou Lima           | 14.6.–19.6.   | Dang Qiu             | Anton Källberg Kristian Karlsson | Nina Mittelham   | Sakura Mori Asuka Sasao    | Dang Qiu Nina Mittelham         | $ 75.000    | [ 8 ]  |
| 7  |         | WTT Star Contender European Summer Series (de) | Hongrie Budapest     | 11.7.–17.7.   | Wang Chuqin          | Cho Dae-seong Lee Sang-su        | Wang Yidi        | Sun Yingsha Wang Manyu     | Wang Chuqin Wang Manyu          | $ 250.000   | [ 9 ]  |
| 8  |         | WTT Champions European Summer Series (de)      | Hongrie Budapest     | 18.7.–23.7.   | Tomokazu Harimoto    | –                                | Wang Manyu       | –                          | –                               | $ 500.000   | [ 10 ] |
| 9  |         | WTT Contender Tunis (de)                       | Tunisie Tunis        | 1.8.–6.8.     | Hugo Calderano       | Yuto Kizukuri Tomokazu Harimoto  | Zhang Rui        | Zhang Rui Kuai Man         | Tomokazu Harimoto Miwa Harimoto | $ 75.000    | ,      |
| 10 |         | WTT Contender Muscat II (de)                   | Oman Mascate         | 5.9.–10.9.    | Jang Woo-jin         | Niu Guankai Sai Linwei           | Chen Xingtong    | Chen Xingtong Qian Tianyi  | Liu Yebo Chen Xingtong          | $ 75.000    | [ 13 ] |
| 11 |         | WTT Contender Almaty (de)                      | Kazakhstan Almaty    | 13.9.–18.9.   | Ruwen Filus          | Lin Yun-ju Liao Cheng-ting       | Hina Hayata      | Hina Hayata Miu Hirano     | Lin Yun-ju Chen Szu-yu          | $ 75.000    | [ 14 ] |
| –  |         | Championnats du monde par équipes              | Chine Chengdu        | 30.9.–9.10.   | Chine                | Chine                            | Chine            | Chine                      | –                               | –           | [ 15 ] |
| 12 |         | WTT Champions Macao (de)                       | Macao                | 19.10.–23.10. | Wang Chuqin          | –                                | Sun Yingsha      | –                          | –                               | $ 800.000   | [ 16 ] |
| 13 |         | WTT Cup Finals (de)                            | Chine Xinxiang       | 27.10.–30.10. | Wang Chuqin          | –                                | Sun Yingsha      | –                          | –                               | $ 1.000.000 | [ 17 ] |
| 14 |         | WTT Contender Nova Gorica (de)                 | Slovénie Nova Gorica | 31.10.–6.11.  | Hiroto Shinozuka     | Hiroto Shinozuka Shunsuke Togami | Shin Yu-bin      | Doo Hoi Kem Zhu Chengzhu   | Lim Jong-hoon Shin Yu-bin       | $ 75.000    | [ 18 ] |

## Tournois Feeder series
| N° | Tournoi | Tournoi                           | Lieu                       | Date          | Vainqueurs Messieurs | Vainqueurs Messieurs                | Vainqueurs Dames   | Vainqueurs Dames               | Vainqueurs Mixte                    | Dotation | [ 1 ]  |
| N° | Tournoi | Tournoi                           | Lieu                       | Date          | Simple               | Double                              | Simple             | Double                         | Vainqueurs Mixte                    | Dotation | [ 1 ]  |
| -- | ------- | --------------------------------- | -------------------------- | ------------- | -------------------- | ----------------------------------- | ------------------ | ------------------------------ | ----------------------------------- | -------- | ------ |
| 1  |         | WTT Feeder Düsseldorf             | Allemagne Düsseldorf       | 12.1.–15.1.   | Robert Gardos        | Esteban Dorr Félix Lebrun           | Barbara Balazova   | Hana Arapovic Polina Trifonova | Robert Gardos Karoline Mischek      | $ 20.000 | [ 19 ] |
| 2  |         | WTT Feeder Düsseldorf II          | Allemagne Düsseldorf       | 17.1.–20.1.   | Patrick Franziska    | Alexis Lebrun Félix Lebrun          | Elizabet Abraamian | Chantal Mantz Yuan Wan         | Dimitrije Levajac Izabela Lupulesku | $ 20.000 | [ 20 ] |
| 3  |         | WTT Feeder Doha                   | Qatar Doha                 | 13.3–17.3.    | Zhao Zihao           | Huang Yan-Cheng Feng Yi-Hsin        | Qian Tianyi        | Liu Weishan Qi Fei             | Xu Yingbin Qian Tianyi              | $ 20.000 | [ 21 ] |
| 4  |         | WTT Feeder Fremont                | États-Unis Fremont         | 5.5.–8.5.     | Hiroto Shinozuka     | Shunsuke Togami Yukiya Uda          | Asuka Sasao        | Sakura Mori Asuka Sasao        | Chuang Chih-Yuan Chen Szu-yu        | $ 20.000 | [ 22 ] |
| 5  |         | WTT Feeder Westchester            | États-Unis Westchester     | 11.5.–15.5.   | Chuang Chih-Yuan     | Shunsuke Togami Yukiya Uda          | Haruna Ojio        | Sakura Mori Asuka Sasao        | Chuang Chih-Yuan Chen Szu-yu        | $ 20.000 | [ 23 ] |
| 6  |         | WTT Feeder Otocec                 | Slovénie Otocec            | 20.6–26.6     | Jang Woo-jin         | Jang Woo-jin Cho Dae-seong          | Miu Hirano         | Doo Hoi Kem Zhu Chengzhu       | Lin Shidong Kuai Man                | $ 30.000 | [ 24 ] |
| 7  |         | WTT Feeder European Summer Series | Hongrie Budapest           | 18.7.–22.7.   | Lin Shidong          | Feng Yi-Hsin Chen Chien-An          | He Zhuojia         | Lee Ho Ching Zhu Chengzhu      | Lin Shidong Kuai Man                | $ 20.000 | [ 25 ] |
| 8  |         | WTT Feeder Olomouc                | Tchéquie Olomouc           | 23.8–28.8     | Cho Seung-min        | Maharu Yoshimura Kazuhiro Yoshimura | Qian Tianyi        | Kim Na-yeong Yoon Hyo-bin      | Park Gang-hyeon Kim Na-yeong        | $ 40.000 | [ 26 ] |
| 9  |         | WTT Feeder Panagyurishte          | Bulgarie Panagyurishte     | 30.8–4.9      | Zhou Qihao           | Cao Wei Xu Haidong                  | Chen Xingtong      | Charlotte Lutz Prithika Pavade | Xu Haidong Wu Yangchen              | $ 40.000 | [ 27 ] |
| 10 |         | WTT Feeder Düsseldorf III         | Allemagne Düsseldorf       | 22.11–25.11   | Dimitrij Ovtcharov   | Samuel Kulczycki Maciej Kubik       | Xiaona Shan        | Liu Hsing-Yin Huang Yu-Wen     | Cho Dae-seong Lee Zion              | $ 20.000 | [ 28 ] |
| 11 |         | WTT Feeder Fort Lauderdale        | États-Unis Fort Lauderdale | 11.12.–14.12. | Satoshi Aida         | Ľubomír Pištej Jakub Zelinka        | Amy Wang           | Lily Zhang Barbara Balazova    | Ľubomír Pištej Barbara Balazova     | $ 20.000 | [ 29 ] |